# Église Saint-Gilles de Cazideroque
Pour les articles homonymes, voir Église Saint-Gilles.
L'église Saint-Gilles est une église catholique située sur le territoire de la commune de Cazideroque, en France.

## Localisation
L'église est située dans le département de Lot-et-Garonne sur le territoire de la commune de Cazideroque.

## Historique
L'église appartient à un groupe d'églises ayant un chevet avec métopes perforés se trouvant à la limite entre le Quercy et l'Agenais et datant de la première moitié du XIIe siècle.
Le clocher-tour a été ajouté au sud-ouest de l'église à la fin du XVe siècle ou au début du XVIe siècle. Pierre Glady est déclaré adjudicataire de travaux de réparation en 1740.
Le portail occidental qui avait été muté est restauré en 1848. Des travaux de réparation sont faits dans le chœur, la nef est voûtée, une tribune est réalisée et une flèche est édifiée sur le clocher entre 1855 et 1862. De nouvelles réparations de la voûte du chœur sont accomplies en 1874. La sacristie est construite en 1875 par l'architecte Léon Vigier.
En 1892, l'architecte Adolphe Gilles fait reconstruire le porche latéral. Des travaux ont été réalisés à l'intérieur de l'église à la fin du XIXe siècle comme en témoignent les armoiries de Monseigneur Charles Cœuret-Varin, évêque d’Agen de 1885 à 1905, sur la clé de l'arc-doubleau de la première travée de la nef.
L'édifice est inscrit au titre des monuments historiques le 21 mai 1957,.